# Thomas L. Read
Thomas Lawrence Read (Erie, 3 juli 1938) is een Amerikaans componist, muziekpedagoog, dirigent en violist.

## Levensloop
Read studeerde viool, compositie en orkestdirectie aan het Oberlin Conservatory of Music in Oberlin (Ohio), het New England Conservatory in Boston (Massachusetts), de Universität für Musik und Darstellende Kunst "Mozarteum" Salzburg en het Peabody Institute of the Johns Hopkins University in Baltimore (Maryland). Tot zijn leraren behoorden Andor Toth Sr., Richard Burgin, Bernhard Paumgartner, Leon Fleisher en Benjamin Lees.
Als violist was hij lid van het Erie Philharmonic Orchestra, Baltimore Symphony Orchestra (BSO), Boston Festival Arts Orchestra, Handel Society Orchestra, Haydn Society Orchestra, Vermont Symphony Orchestra en het Orchestra from the Saratoga Festival of Baroque Music.
In 1967 werd hij assistent professor voor muziektheorie en compositie aan de Universiteit van Vermont in Burlington (Vermont). Al in 1968 etableerde hij een serie met concerten met nieuwe muziek en lezingen (symposium over nieuwe muziek), dat jaarlijks van 1968 tot 1991 plaatsvond. In 1976 werd hij tot professor benoemd; sinds 2008 is hij professor emeritus. Hij is medeoprichter van het Vermont Contemporary Music Ensemble met dat hij regelmatig als viool solist optreedt.
Naast zijn werkzaamheden als viool solist is hij ook bezig als dirigent.
Over een periode van nu 3 decades creëerde hij een oeuvre als componist in een consistente en distinctieve persoonlijke stijl, maar met een grote brede en variatie van nieuwe technieken en idiomen. Zijn Partita voor piano was in 2007 voor de Pulitzerprijs voor muziek genomineerd. Hij is lid van de American Composers Alliance.

## Composities

### Werken voor orkest
- 1976 Isochronisms nr. 2, voor strijkorkest
- 1985 Symphonic Episodes, voor orkest
- 1986 Symphony for Orchestra with Piano Obbligato
- 1987 Adventura, voor orkest
- 1989 Sunrise Fable, voor 2 sprekers en orkest
- 1998 On October Ground, voor orkest
- 2002 Resound!, voor orkest

### Werken voor blazers
- 1972 Isochronisms nr. 3, voor koperblazers (6 hoorns, 4 trompetten, 4 trombones, 2 tuba's en 4 slagwerkers
- 1978 Fanfare for the Marble Court, voor 2 trompetten, 2 hoorns, 2 trombones en 6 slagwerkers

### Missen en gewijde muziek
- 1974 Te Deum, voor gemengd koor met solisten, koperblazers (3 trompetten, 3 trombones en tuba) en orgel

### Muziektheater

#### Opera's
| Voltooid in | titel              | aktes       | première | libretto       |
| ----------- | ------------------ | ----------- | --- | -------------- |
| 1998        | Alcyone, Melodrama | 2 bedrijven | 1998, Londen in een versie voor 2 synthesizers en achtstemmig koor; 2001, Delaware Ohio Wesleyan University (volle instrumentatie: spreker(s), spreekkoor, gemengd koor met solisten, accordeon, twee marimba, steel drums, synthesizer, elektronica en lichteffecten) | Franklin Reeve |

#### Musicals
| Voltooid in | Titel             | Uitvoeringen | Première                   | Libretto       | Verdere liedteksten | Choreografie |
| ----------- | ----------------- | ------------ | -------------------------- | -------------- | ------------------- | ------------ |
| 1983        | The Maid of Judah |              | 1983, Royall Tyler Theatre | Maureen Peters | Maureen Peters      |              |

#### Toneelmuziek
- 2002 Celebration, voor gemengd koor en orkest - tekst: John Taggart

### Werken voor koren
- 1985 Eight Choral Responses
  1. In quietude the Spirit Grows, voor gemengd koor en orgel
  2. In the Spirit of St. Francis, voor unisono koor en orgel
  3. Be Lamps Unto Yourselves, voor gemengd koor en orgel
  4. Let Us Worship, voor sopraan solo, gemengd koor en orgel
  5. The Travail of Man, voor gemengd koor en orgel
  6. God is Love, voor gemengd koor
  7. The Sky Will Weep, voor gemengd koor
- 1992 Through the White Door, Six Lyric Reflections, voor sopraan, klarinet, viool en cello - tekst: William Blake en Gerhard Dorn
- 2004 Four Whitman Songs, voor mezzosopraan en piano
  1. A Farm Picture
  2. A Clear Midnight
  3. As if a Phantom
  4. On the Beach At Night
- 2005 Two Songs, voor mannenkoor - tekst: Longfellow
- A Parable, voor gemengd koor - tekst: Herman Melville
- A Treadmill of My Own, voor gemengd koor - tekst: O.W. Holmes
- Psalm 90, "Lord, Thou Hast Been Our Dwelling Place", voor gemengd koor en piano

### Vocale muziek
- 1973 Music for Two Plays by W.B. Yeats, voor zangstem, altfluit, piccolo, grote trom, kleine trom, bekkens en strijkers
  1. The Herne's Egg
  2. Death of Cuchulain
- 1976 Naming the Changes, voor sopraan, hobo, dwarsfluit, cello, piano en twee slagwerkers - tekst: T. Alan Broughton

### Kamermuziek
- 1957 rev.1988 Strijkkwartet nr. 1
- 1960 rev.1969 Strijkkwartet nr. 2
- 1961 Five Sketches, voor dwarsfluit, klarinet en altviool
- 1963 Sonata, voor cello en piano
- 1965 Combination 23/20, voor viool en piano
- 1967 Concatenation, voor dwarsfluit en piano
- 1968 Strijktrio, voor viool, altviool en cello
- 1971 Quintet 1971, voor trombone en strijkkwartet
- 1975 Variations for Eight Instruments, voor klarinet, fagot, trompet, trombone, viool, altviool, xylofoon en piano
- 1976 Duo voor dwarsfluit en piano
- 1976 Isochronisms nr. 2, voor strijkkwintet
- 1977 Quintet 1977, voor dwarsfluit, klarinet, viool, cello en piano
- 1977 Rondo Fantasy, voor altviool en piano
- 1978 Corridors, voor hobo, trompet, hoorn, trombone, viool en cello
- 1981 Closing Distances, voor koperkwartet (2 trompetten, hoorn en trombone)
- 1982 Variations, voor viool, cello en piano
- 1983 Christmas Variations, voor klarinet en cello
- 1985 Corrente, voor hobo, klarinet en fagot
- 1985 Jubilant Exchanges, voor viool en piano
- 1987 Brahms Fantasy, voor viool en piano
- 1988 Sonata nr. 1, voor viool en piano
- 1989 Sonata nr. 2, voor viool en piano
- 1990 Light After Light, voor klarinet, viool, cello en piano
- 1990 Pastorale A Quattro, voor hobo, hoorn, viool en contrabas
- 1993 Something Old, Something New..., voor viool en cello
- 1994 Brillenbass, voor tuba, celesta en bekkens
- 1994 3e Trio, voor viool, cello en piano
- 1994 4e Trio, voor viool, cello en piano
- 1999 Strijkkwartet nr. 4
- 2000 Variations Classiques, voor altviool en cello
- 2002 A Watch In The Night, voor klarinet, basklarinet en piano
- 2003 Enchorial Landscape, voor tuba en piano
- 2004 Chamber Concerto, voor klarinet, cello, piano en slagwerk
- 2005 Cartography, voor viool en gitaar
- 2006 Caprice En Trio, voor dwarsfluit, klarinet en fagot
- 2007 Night Pageantry, voor fagot en piano
- 2008 Going On, voor viool, klarinet in A en piano
- 2008 Strijkkwartet nr. 3
- 2009 To Reach! To Sing!, voor klarinet, cello en piano
- 21 Variations in A, voor twee violen
- Brian's Birthday Salute, voor strijkkwartet
- Divertimento Poco Serioso, voor klarinet, fagot, viool en contrabas
- Meet These People, voor 2 eufonium, 2 tuba's
- Kwintet (Woven Shadows), voor 2 violen, altviool, cello en piano
- Offertorium, voor twee violen en piano
- They That Will Times Past, voor klarinet, viool, fagot en cello
- Variations, voor koperkwintet

### Werken voor orgel
- Prelude and Moto Perpetuo

### Werken voor piano
- 1966 Music for Piano: 1966
- 1993 Piano Music, vol. III
- 2006 Piano Partita
- Music for Piano, vol. I
- Music for Piano, vol. II
- The Dancing Air
- Three Keyboard Interludes